# Asado
Asado (španska izgovarjava: [aˈsaðo]) je tehnika in družabni dogodek z žarom, ki je v različnih južnoameriških državah tudi tradicionalni dogodek. Asado je običajno sestavljen iz govedine, svinjine, piščanca, chorize (vrsta svinjske suhe klobase) in morcille (krvavica), ki jih kuhamo na žaru, imenovanem pararila ali na odprtem ognju. Na splošno meso spremlja rdeče vino in solate. To meso pripravlja oseba, poimenovana asador ali parrillero.

## Zgodovina
Ogromne črede divjih govedi so do sredine 19. stoletja potovale po velikem delu argentinske pampe. Prebivalci Río de la Plata, zlasti konjeniški gauči, so razvili naklonjenost govedini, zlasti asadu, ki je pražena govedina (ali jagnjetina ali koza). Meso, pogosto ob strani reber, je nataknjeno na kovinskem okvirju, imenovanem asador in praženo tako, da ga postavijo ob počasi gorečem ognju. Gauči so dali prednost kuhanju asada z lesom drevesa quebracho, ker je zelo trg in se zelo malo kadi. Asado je bil skupaj z maté čajem osnova prehrane gaučov.

## Premog in ogenj
Običajno asador začne z vžiganjem oglja, ki je pogosto narejeno iz avtohtonih dreves, pri čemer se izogiba borovcem in evkaliptusom, saj imajo smole z močnim vonjem. V bolj izpopolnjenih asados je oglje iz določenega drevesa ali narejeno na premogu nedavno zgorelega lesa, kar je prav tako običajno, ko imate asado v tabornem ognju. V Urugvaju se oglje ne uporablja, temveč neposredno žerjavico ali vroč premog.
Kuhanje lahko opravite al asador ali a la parrilla. V prvem primeru žar zakurimo na tleh ali v kurišču in ga obdamo s kovinskimi križi (asadores), ki držijo celo razprt trup živali, da dobi toploto iz ognja. V drugem primeru zakurijo ogenj in po tem, ko se oblikuje oglje, nad njega postavijo žar z mesom.

### Embutidos in Achuras
V mnogih asados bi najprej postregli chorizos, morcillas (krvavice), chinchuline (krave), molleje (sladki kruh) in druge organe, ki jih pogosto spremlja provoleta (različica argentinskega sira) , medtem ko so kosi, ki zahtevajo daljše priprave, še vedno na žaru. Včasih jih postrežejo na braseru (posebni grelni posodi) z ogljem. Chorizo lahko postrežejo s kruhom felipe (vrsta hrustljave žemlje) ali bagete, kar pogosto imenujejo choripán (vrsta sendviča).

### Meso
Po predjedeh lahko postrežejo costillas ali asado de tira (rebra). Nato pridejo vacío (bočni zrezek), matambre in po možnosti piščanec in chivito (koza). Jedi, kot so pamplona (polnjena mesna jed bičajno s piščancem), svinjina in patagonska jagnjetina, so vse pogostejše, zlasti v restavracijah. Asado vključuje tudi kruh, preprosto mešano solato, na primer zeleno solato, paradižnik in čebulo, lahko pa jo spremlja tudi verdurajo (zelenjava na žaru), mešanica krompirja, koruze, čebule in jajčevcev, kuhanih na žaru in začinjena z olivnim oljem in soljo. Pogosti so pivo, vino, brezalkoholne pijače in druge pijače. Sladica je običajno sveže sadje.
Druga tradicionalna oblika pečenja mesa, ki se uporablja v Patagoniji, je s celotno živaljo (zlasti jagnjetino in svinjino) v leseni palici, pribiti v tla in izpostavljeni vročini živega premoga, imenovanega asado al palo.
Meso za asado ni marinirano, edini pripravek je nanos soli pred ali med pečenjem. Prav tako nadzorujejo toploto in oddaljenost od oglja, da zagotovijo počasno kuhanje; kuhanje asada običajno traja približno dve uri. Poleg tega maščobo iz mesa ne spodbujajo, da padajo na oglje in ustvarjajo dim, ki bi meso neugodno aromatiziral. V nekaterih asadah je območje neposredno pod mesom brez oglja.
Asado običajno položijo na pladenj, ki ga takoj postrežejo, lahko pa ga položijo tudi na brasero tik ob mizi, da meso ostane toplo. Chimichurri (omaka v zelenem (chimichurri verde) in rdečem (chimichurri rojo) videzu), omaka iz sesekljanega peteršilja, posušenega origana, česna, soli, črnega popra, čebule in paprike z olivnim oljem ter rdečega vinskega kisa ali salsa criolla, omaka iz paradižnika in čebule v kisu, so običajna priloga k asadu, kjer se tradicionalno uporablja drobovina, ne pa tudi zrezkov.

### Solata
Hrano pogosto spremljajo solate, ki jih na asado druženjih tradicionalno pripravljajo ženske na kraju samem ali jih pripeljejo od svojih domov, medtem ko se moški osredotočajo na meso . Solata Olivier (ensalada rusa) je ena najpogostejših solat, ki jo strežejo v asadosu. V paragvajskem Chipa Guasu postrežejo tudi sopa paragvajo in kuhano manioko kot prilogo.

## Različice
V Čilu običajno različico cordero al palo (celo pečeno jagnje) običajno spremlja pebre, lokalna začimba iz pire zelišč, česna in pekoče paprike; v marsičem podobna chimichurri. Jed je značilna za južni Čile in jo postrežejo vročo, skupaj s solatami. Na ražnju se priveže celo jagnje, ki se nato pravokotno popeče na lesenem ognju. Priprava traja približno 5 ur, saj mora biti kuhanje stalno in na majhnem ognju.
V Braziliji asado imenujejo churrasco, čeprav je kuhanje običajno hitrejše. Meso na žaru in soljeno v Braziliji na splošno imenujejo carne assada in ga pogosto razrežejo na majhne trakove ter postrežejo na krožniku ali deski na sredini mize, da lahko vsi uživajo. Razno meso na žaru, svinjino, klobase in občasno piščanca prenašajo od mize do mize na nabodalu in rezine ponujajo gostom. To se imenuje rodizio, ker vsaka oseba sodeluje po vrsti. Pretežno se namesto žerjavice lesa uporablja oglje, Brazilci pa meso običajno pečejo na nabodalih ali žaru. Ponekod je meso začinjeno s soljo in malo sladkorja.
V Mehiki obstaja podobna tradicija kot pararilade ali carne asade, ki vključuje različne marinirane kose mesa, vključno z zrezki, piščancem in klobasami (chorizo, longaniza in moronga so še posebej priljubljeni). Vse to je na žaru nad lesnim ogljem. Na žar se položi tudi zelenjava, zlasti zelena čebula (cebollitas), nopales in koruza (elote).
Spet v Argentini, Urugvaju in Paragvaju so nekatere alternative asado al disco in asado al horno de barro, zlasti na podeželju. Recept se ne spremeni, samo način kuhanja. V asado al disco se uporablja dotrajani disk pluga. Ker so kovinski in konkavni, so navarjeni tri ali štiri kovinske noge, z vročim premogom ali lesom pod njimi pa se enostavno spremeni v učinkovit žar. Hrana je postavljena v spiralo, tako da maščoba naravno zdrsne na sredino, tako da meso ostane ocvrto. Papriko in čebulo navadno postavijo ob rob, tako da postopoma sproščajo sokove na meso. Asado al horno de barro se razlikuje od tradicije, saj se uporablja pečica iz gline - horno (peč, ki se v Paragvaju imenuje tatakua). Te pečice so pogost pogled v argentinskih in paragvajskih estancah; njihova glavna naloga je peka kruha in peciva Chipa Guasu in Sopa paragvaja, vendar so zelo primerne za pečenje mesa. Postrežejo svinjske odojke in redkeje jagnjetino, saj je malo verjetno, da bo postala suha. Drug način kuhanja asada je v chulengo, na pol prerezanem oljnem sodu (ali podobnem), znotraj katerega je nameščen žar, ki meso in ogenj ščiti pred močnim vetrom. Zaradi tega je chulengo posebej uporabljen v Patagoniji, čeprav se na drugih področjih uporablja tudi zaradi praktičnosti in zmožnosti premikanja.

## Drugje po svetu
Južnoameriškega asada na Filipinih ne smemo zamenjati z asado, ki se nanaša na dve različni dušeni jedi: asado de carajay, ki je dušeno meso z zelenjavo v slani enolončnici; in svinjski asado, ki je sladka dušena različica char siu. Enakovredni latinskoameriški žari asado v filipinski kuhinji bi bile različne jedi inihaw (znane tudi kot sinugba ali inasal).
Na Portugalskem je pražena ribja jed, ki jo postrežejo s klobasami in slanino, znana tudi kot assado.
V Goi se pečena govedina imenuje assad, iz portugalskega assado.
V Južni Afriki se cel mesni trup, pečen po metodi al asador, imenuje Asado Spit Braai ali Spit Roast.